# Kouzma Petrov-Vodkine
Pour les articles homonymes, voir Petrov.
Kouzma Sergueïevitch Petrov-Vodkine (en russe : Кузьма Сергеевич Петров-Водкин) est un peintre, graphiste et décorateur de théâtre russe puis soviétique né à Khvalynsk (oblast de Saratov) en novembre 1878 et mort à Léningrad en février 1939.

## Biographie
Petrov-Vodkine a réalisé des scènes de genre, des portraits (dont celui d'Anna Akhmatova), des natures mortes, des paysages. Il étudie à l'école de peinture et de dessin F. E. Bourov à Samara de 1893 à 1895, à l'école de dessin technique du baron A.L. Stieglitz de Saint-Pétersbourg de 1895 à 1897, à l'École de peinture, de sculpture et d'architecture de Moscou de 1897 à 1905, puis encore à l'atelier d'Anton Ažbe à Munich en 1901 et dans des académies privées parisiennes parmi lesquelles l'Académie Colarossi de 1905 à 1908. Il voyage en Italie, en Grèce, en France et en Afrique, et participe à son retour à des expositions à partir de 1906 : celles de Mir Iskousstva, Salon d'automne et de la Section d'Or. À partir de 1907, il participe au mouvement des symbolistes de «Rose bleue (groupe d'artistes)». Il expose (avec un autre nouveau-venu, Robert Falk) lors du deuxième salon organisé par la Toison d'or en 1909. L'architecte Robert-Friedrich Meltzer fut le protecteur de l'artiste débutant Kouzma Petrov-Vodkine lui étant lié d'une longue amitié.
Au printemps 1910, c'est lui qui prend la direction de l'École Bakst et Doboujinski
à Saint-Pétersbourg quand Léon Bakst part pour Paris.
Il devient le premier président de l'association des peintres de Léningrad en 1932, puis député du Conseil des députés pour les ouvriers paysans et soldats de l'Armée rouge. Petrov-Vodkine fut également représentant émérite des arts de la RSFSR.
Kouzma Petrov-Vodkine est enterré à la passerelle des Écrivains du cimetière Volkovo de Saint-Pétersbourg.

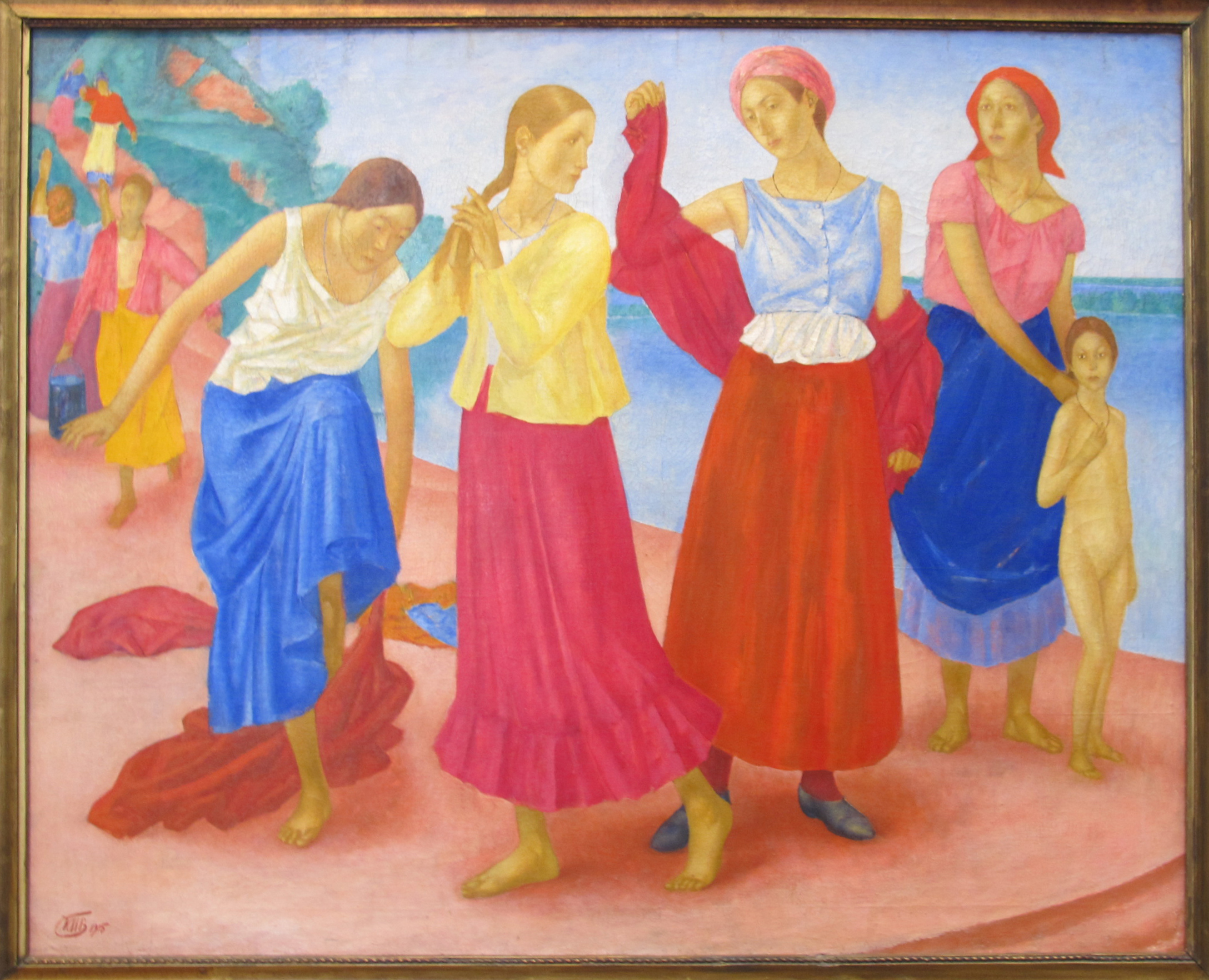
Kuzma Petrov-Vodkine, Jeunes filles sur la Volga, 1915

## Œuvre
Certains tableaux de Kouzma Petrov-Vodkine ont un caractère religieux, c'est le cas de : La Madone de la Compassion qui touche le cœur des plus mauvais de 1914-1915, Musée russe, Saint-Pétersbourg. D'autres comme : La Mère ou Petrograd. 1918 traitent de sujets laics mais n'en sont pas moins empreints de spiritualité. Ainsi que l'a dit John Milner : son enthousiasme pour les œuvres de Matisse et des cubistes fit place à son admiration pour l'art traditionnel des icônes et le résultat fut une série de peintures où la puissance et la précision des icônes s'allient à un caractère narratif prononcé. Il est le créateur du mouvement symboliste à Pétrograd où il enseigna.
Petrov-Vodkine était très imprégné de l'influence de ses maîtres : Masaccio, Giovanni Bellini, Piero della Francesca, Arnold Böcklin, Puvis de Chavannes. Ses tableaux de visages féminins, se reconnaissent à la forme des visages empruntée  à la Renaissance italienne. Ses garçons  qui jouent rappellent par l'étirement de leurs corps l'expressionnisme allemand. Le Cheval rouge au bain rappelle Matisse par l'absence de relief et l'éclat des couleurs.
Selon l'historienne d'art Valentine Marcadé, Petrov-Vodkine, malgré sa technique picturale excellente, n'a pas vraiment pu se dégager des influences et faire œuvre personnelle au sein d'un univers propre. 
Certaines de ses toiles ont un contenu religieux (comme « Vierge de compassion qui touche les cœurs des plus mauvais » (1914—1915)). D'autres, des motifs laïcs, empreints de spiritualité (comme  la mère  ou  1918 à Petrograd ). Cheval rouge au bain (1912) est une de ses œuvres les plus ouvertement symboliste.
Ses natures mortes telles que  nature morte matinale (1918) se démarquent de la production de l'époque. Il proclamait volontiers « la nouvelle vision des choses se marque par l'absence de lignes horizontales et verticales ». Dans nature morte matinale la tension de la composition vient du recours à un espace incliné. La « perspective sphérique » l'emporte.
Les Garçons qui jouent (1911) illustrent par l'utilisation de la couleur en aplat l'influence de l'art byzantin et de Matisse. Le peintre partage avec ce dernier un sentiment panthéiste de la nature et aussi le secret de la combinaison des bleus et des verts. Ce tableau illustre encore la construction de ses œuvres fondée sur un fond en courbe doucement ascendante derrière des personnages, comme suspendus dans l'espace. Cette construction devint, après lui, une constante de l'art russe. 
Petrov-Vodkine laisse également une œuvre littéraire dont Samarkandia, Khlynovsk et Espace d'Euclide entre autres.
Petrov-Vodkine joua un rôle important dans l'histoire de la peinture moderne russe. Devenu maître de l'académie de dessin de Leningrad après la révolution, il contribua à former les goûts des peintres soviétiques de la première génération, dont Georges Tcherkessof.

## Galerie

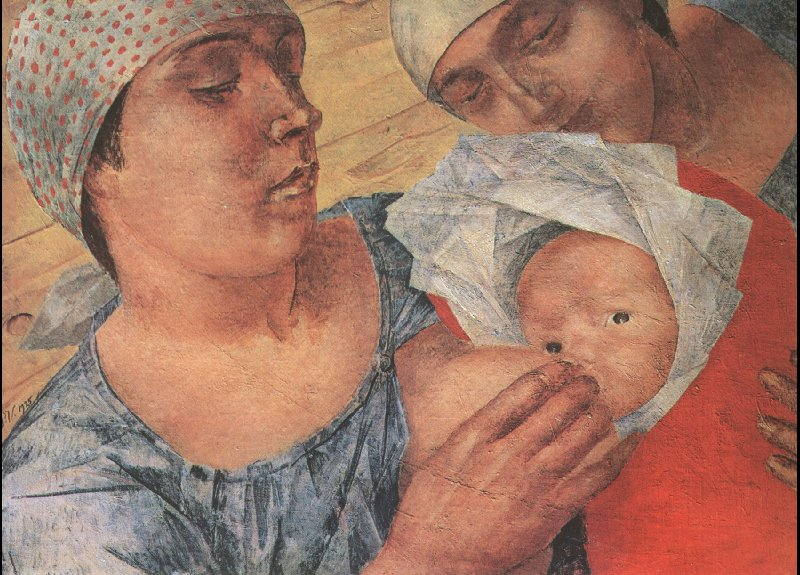
La Mère
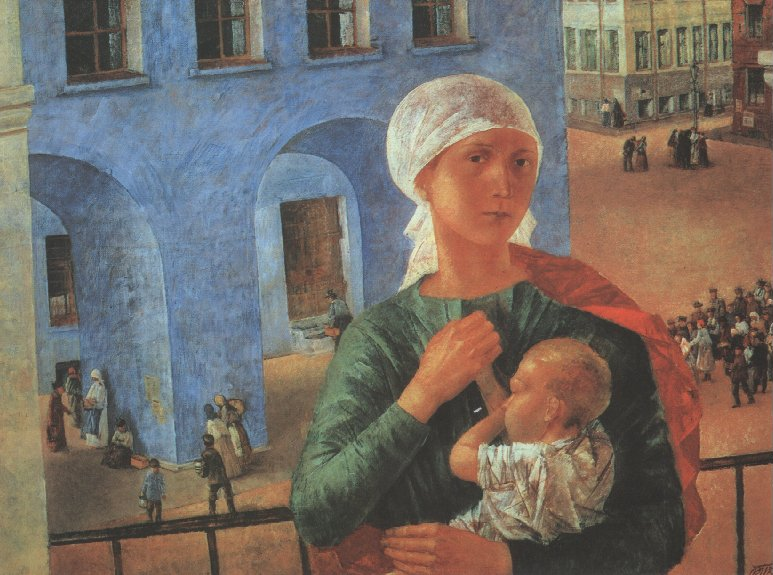
1918 à Petrograde (Madone de Petrograde), 1920, ГТГ
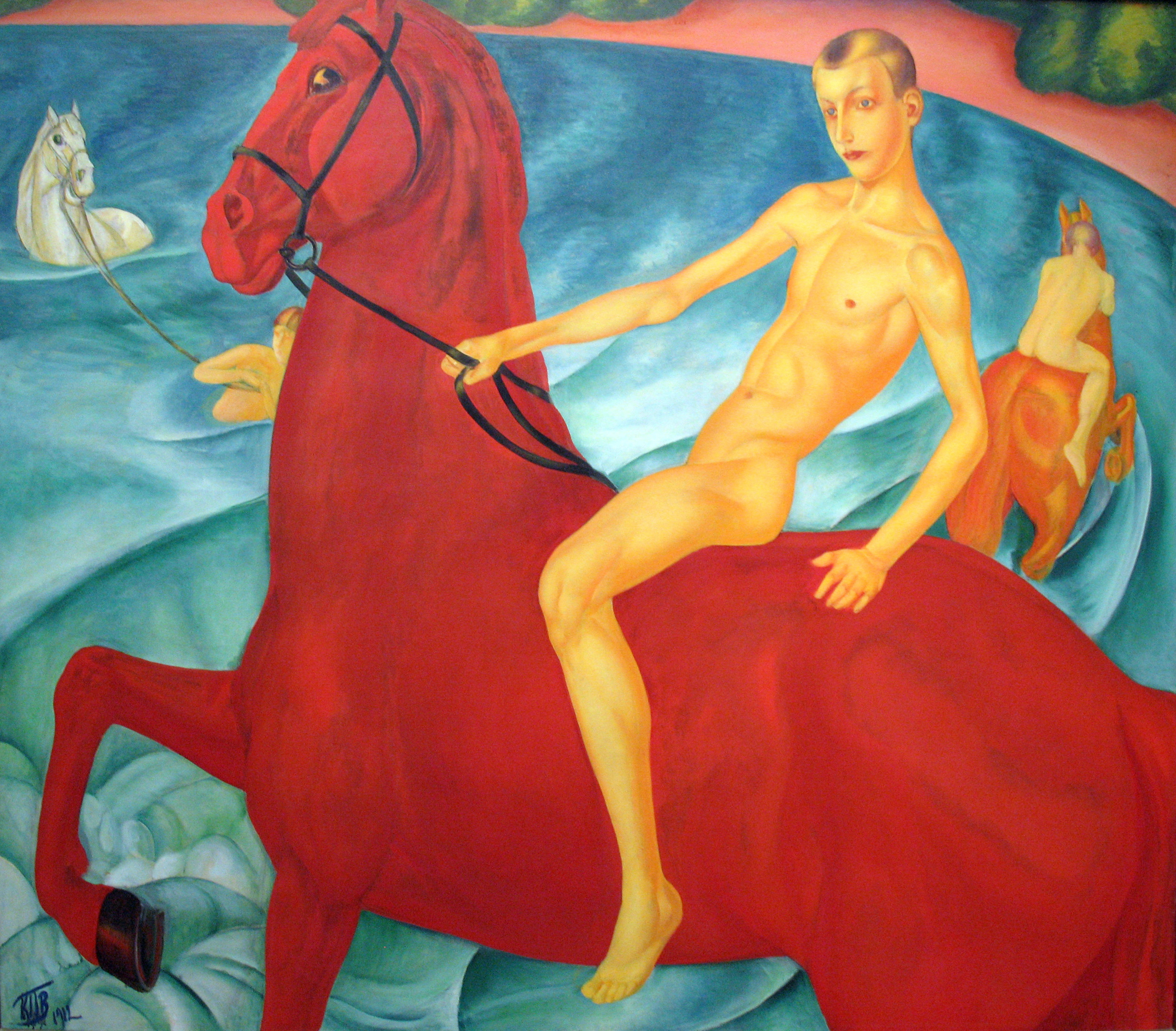
Cheval rouge au bain 1912
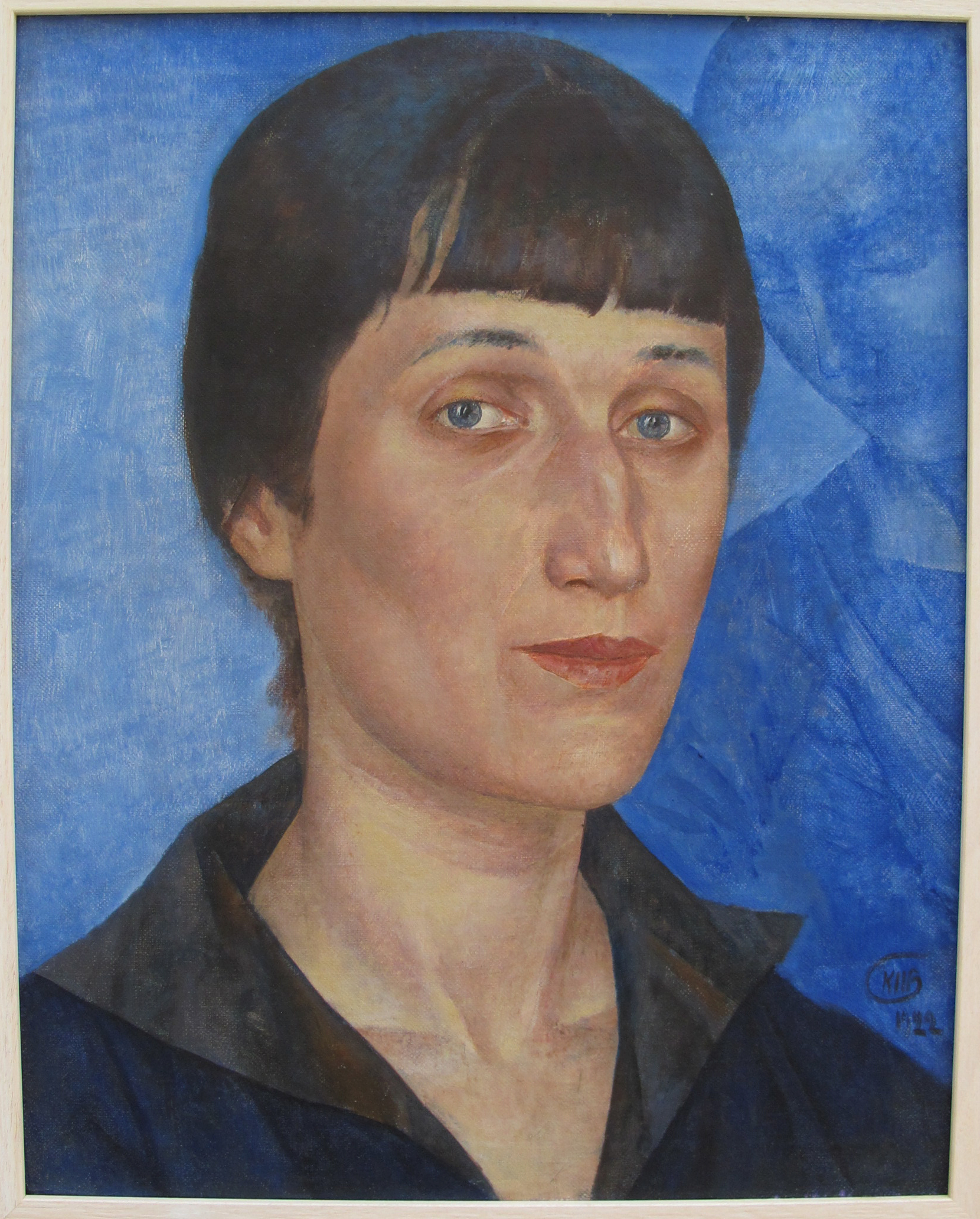
Portrait d'Anna Akhmatova, ГРМ
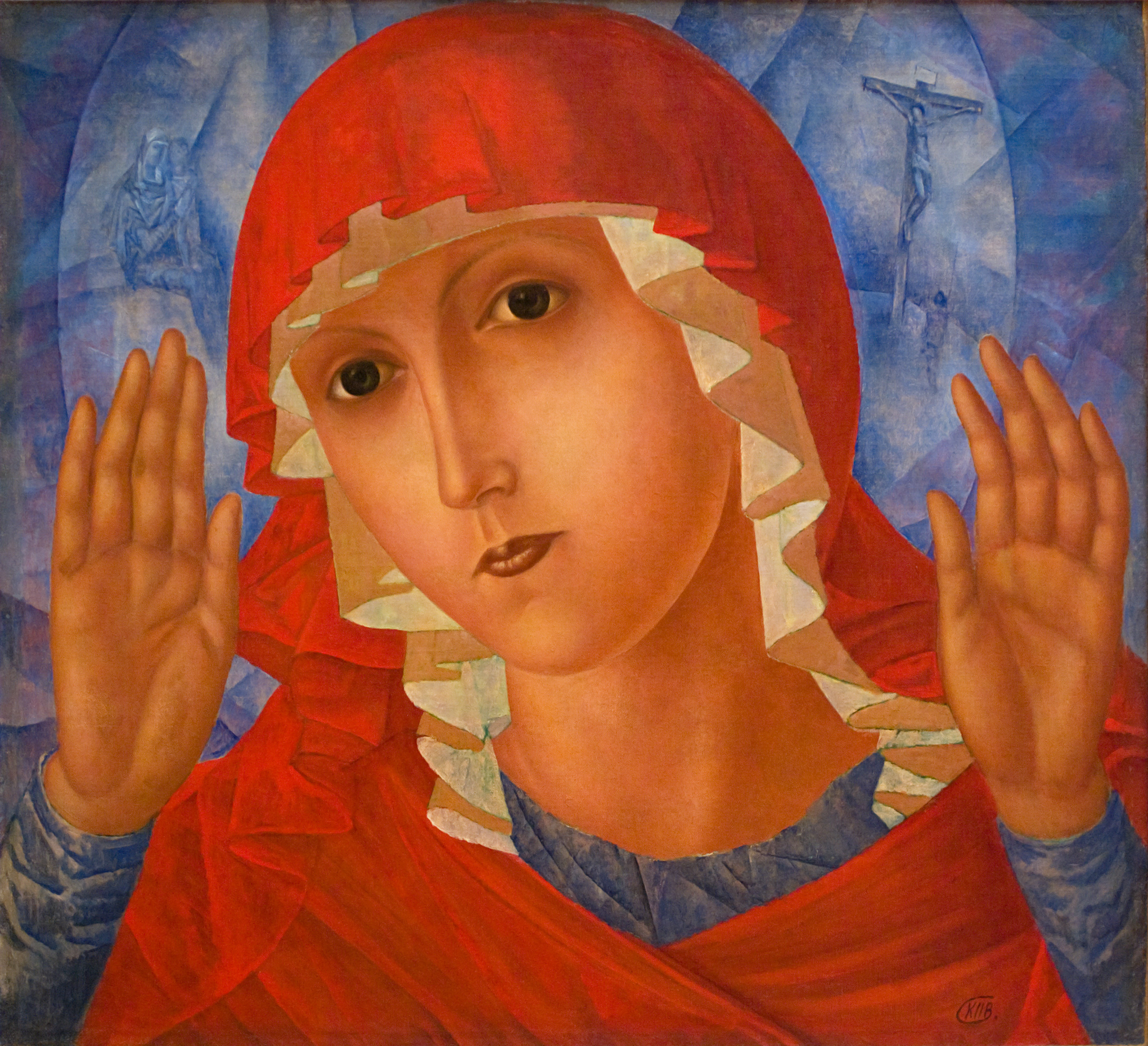
Madone de la Compassion des cœurs mauvais (1914—1915), ГРМ
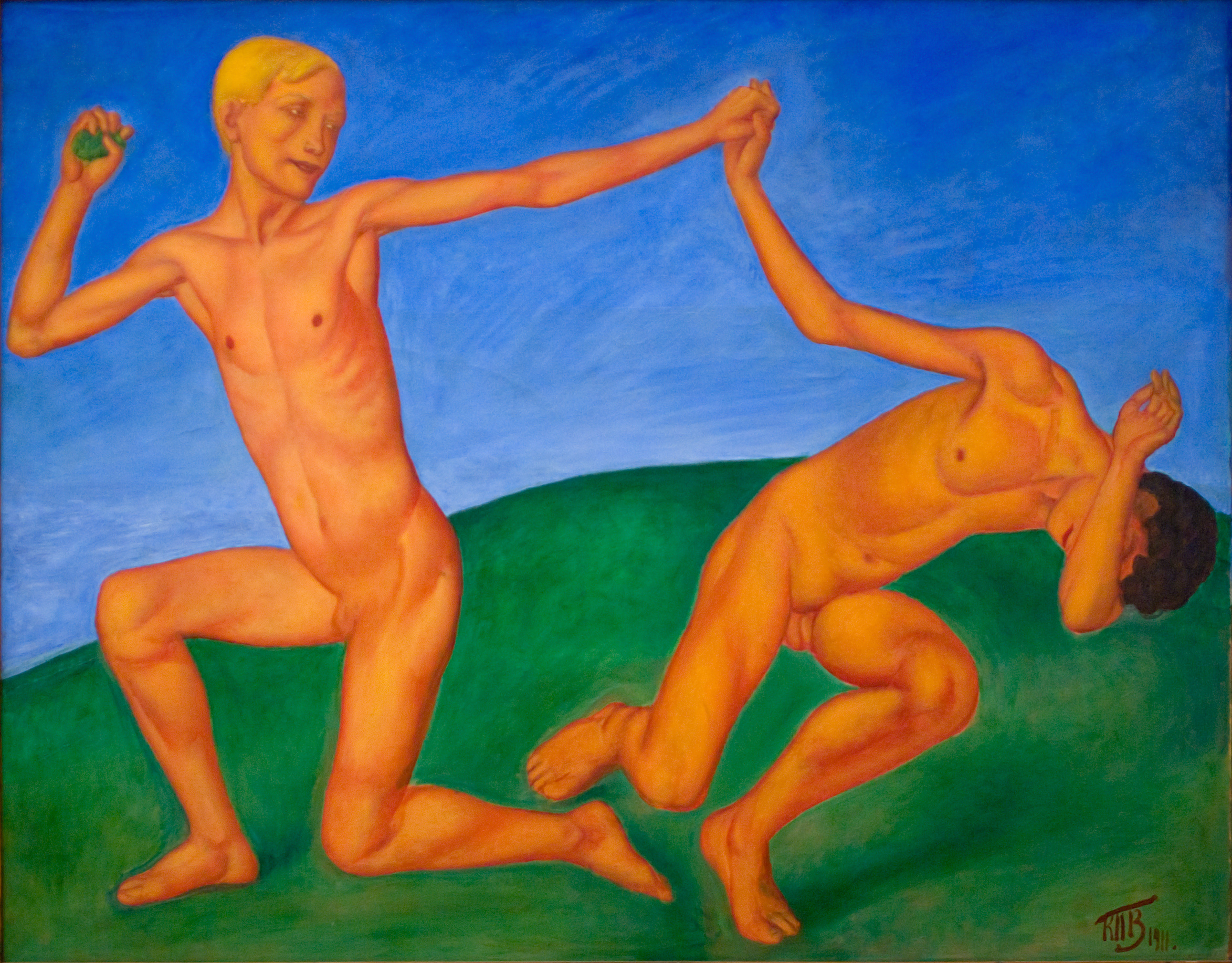
Les garçons qui jouent (1911)
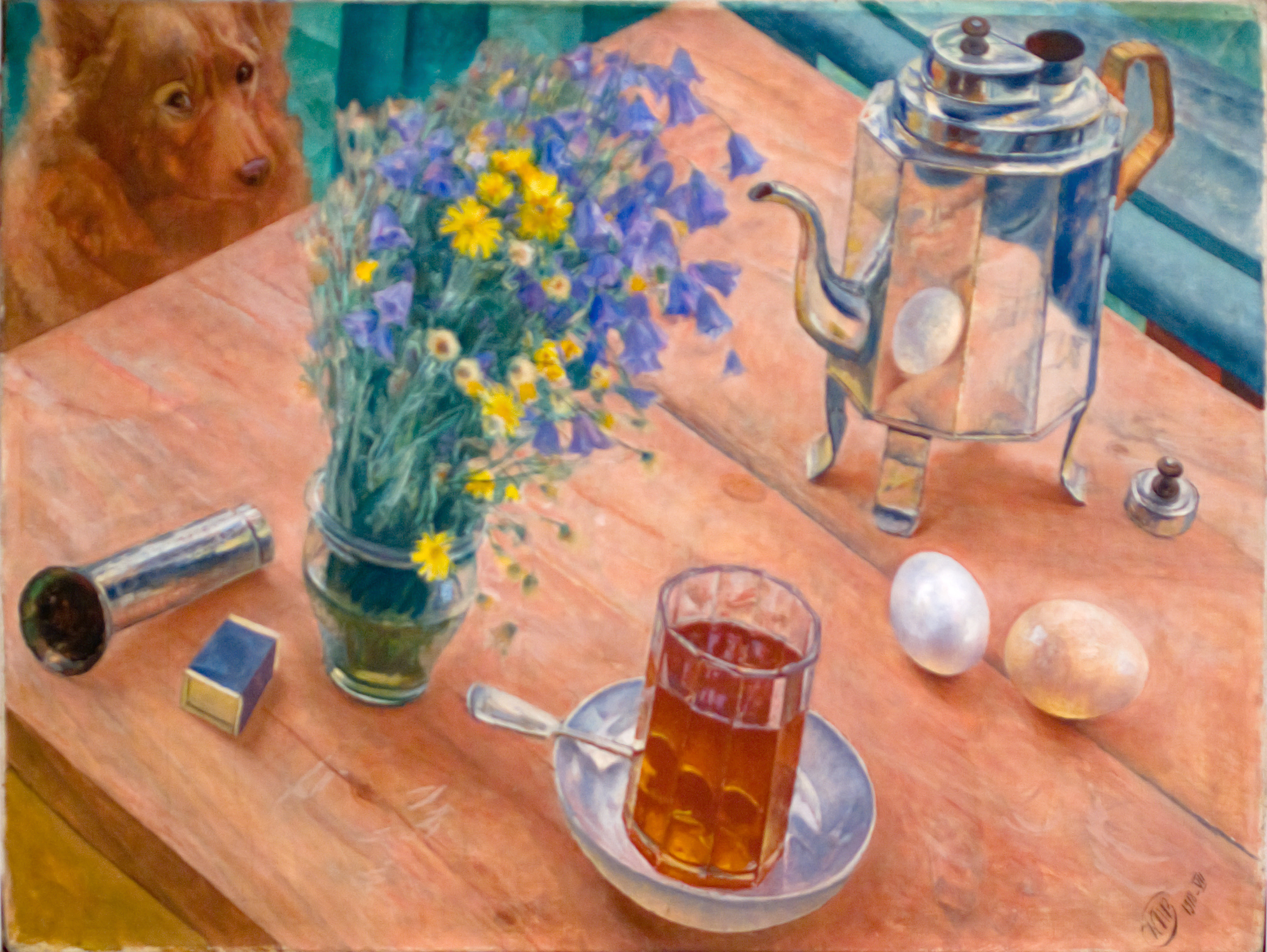
Nature morte matinale, 1918, ГРМ